# S.A.M. Buchwaldt
Severin Andreas Morell Buchwaldt (født 30. december 1799 i Viborg, død 15. januar 1881 samme sted) var en dansk købmand, grosserer og politiker.
Buchwaldt var søn af købmand Niels Andreassen Buchwaldt. Han voksede op hos herrnhuterne i Christiansfeld. Senere lærte han handel og blev købmand i Viborg hvor han også havde en klædefabrik. Han ejede fra 1845 gården Rindsholm ved Viborg hvor han anlagde en kradsuldsfabrik. Fra 1860 til 1876 var Buchwaldt grosserer i København. Han boede igen i Viborg fra 1876. Han blev blind i sine sidste leveår.
Han var medlem af borgerrepræsentantskabet i Viborg i mange år og og dets formand 1844-1848. Han var medvirkende til anlægget af havnen i Hjarbæk, og til opdyrkning af hede ved Viborg.
Buchwaldt var stænderdeputeret for Jyllands 4. købstadsdistrikt ved Nørrejyllands Stænderforsamling i Viborg i 1846 og 1848 og kongevalgt medlem af Den Grundlovgivende Rigsforsamling 1848-1849. Han stillede op til landstingsvalg i 1849, 1854 og 1858 men tabte valgene, de sidste to gange med meget små marginer.
Buchwaldt blev gift i 1826 med Henriette Juliane Elisabeth Hoyer (1803-1844), datter af proprietær Lorentz Hoyer på Vandlinggård ved Haderslev og hustru Anne Marie Stilling. I 1848 blev han gift med sin første kones søster, Lorense Marie Kirstine Hoyer (1807-1859). Han fik fire sønner og tre døtre i sit første ægteskab.
Sønnen Lorens Hoyer Buchwaldt var jurist, amtmand på Færøerne og herredsfoged i Lejre (Voldborg Herred). Datteren Nicoline Buchwaldt blev mor til Daniel Bruun.